# Francisca Josefa del Castillo y Guevara

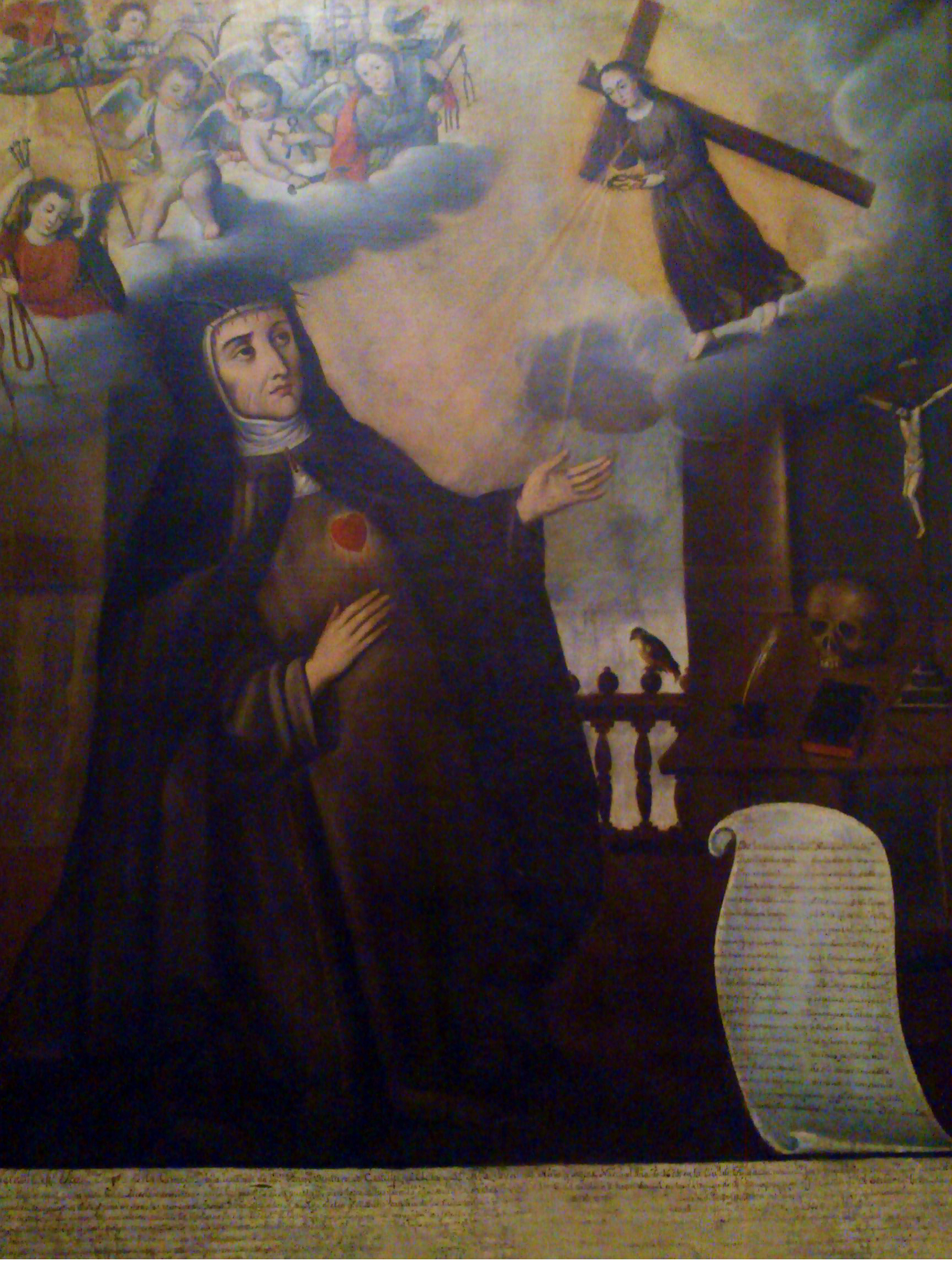
Allegorisches Porträt von Francisca Josefa del Castillo y Guevara, um 1813, unbekannter Künstler

Francisca Josefa del Castillo y Guevara (* 6. Oktober 1671 in Tunja, Neues Königreich von Granada; † 1742 ebenda) war eine spanische Nonne, Mystikerin und Autorin. Sie ist die erste bekannte Autorin der kolumbianischen Literatur.
Sie wächst in einer wohlhabenden aristokratischen Familie auf und tritt gegen den Wunsch ihrer Familie 1689 in das Klarissenkloster ihrer Heimatstadt ein. Sie verbringt ihre Zeit in ihrer Zelle mit der Lektüre religiöser Schriften und berichtet über Träume und Visionen. Ab ca. 1690 schreibt sie, auf Anweisung ihres Beichtvaters, ihre spirituellen Erfahrungen und Reflexionen über die Bibel in ihren Sentimentos Espirituales nieder. Ab 1716 verfasst sie die autobiografische Schrift Vida de la V M Francisca Josefa de la Concepción. Visionen offenbaren ihr, dass Gott durch ihre Schriften spreche. Beide Werke werden erst nach ihrem Tod veröffentlicht.

## Quelle
- Claudia Leitner: Castillo y Guevara, Francisca Josefa de. In: Autorinnen Lexikon. Hrsgg. v. Ute Hechtfischer, Renate Hof, Inge Stephan und Flora Veit-Wild. Suhrkamp, Frankfurt/M. 2002, ISBN 3518399187, S. 88f.

| Personendaten    | Personendaten                                  |
| ---------------- | ---------------------------------------------- |
| NAME             | Castillo y Guevara, Francisca Josefa del       |
| ALTERNATIVNAMEN  | Concepción de Castillo, Francisca Josefa de la |
| KURZBESCHREIBUNG | spanische Nonne und Mystikerin                 |
| GEBURTSDATUM     | 6. Oktober 1671                                |
| GEBURTSORT       | Tunja, Neues Königreich von Granada            |
| STERBEDATUM      | 1742                                           |
| STERBEORT        | Tunja, Vizekönigreich Neugranada               |